# Internationalized Resource Identifier
Pour les articles homonymes, voir IRI.
Sur Internet, IRI ou Internationalized Resource Identifier (en français « Identificateur de ressource internationalisé ») est un type d'adresse informatique prenant en compte les divers alphabets utilisés dans les différentes langues du monde.
Les adresses IRI sont une norme datant de 2005, généralisant et internationalisant les adresses URI (Uniform Resource Identifier) qui sont elles-mêmes un sur-ensemble des plus connues URL utilisées pour les adresses Web.

## Caractéristiques
Contrairement aux adresses URL qui sont limitées au jeu de caractères ASCII (les nombres, les lettres de « a » à « z » sans accent ni autre diacritique mais éventuellement en majuscules, plus quelques signes), les IRI acceptent les milliers de caractères proposés par Unicode (alphabets arabe, latin, asiatiques, etc.), plus précisément en se basant généralement sur le codage UTF-8.

## Utilisations
Les adresses IRI pures sont utilisées par exemple dans diverses technologies liées à XML comme les espaces de noms de XML 1.1, XLink, XML Schema, etc.
Un sous-ensemble des possibilités des adresses IRI est utilisé pour les noms de domaines des adresses Web internationalisées.